# Maiacika, Vasîlivka
Maiacika (în ucraineană Маячка) este un sat în comuna Skelkî din raionul Vasîlivka, regiunea Zaporijjea, Ucraina.

## Demografie
Componența lingvistică a localității Maiacika
     Ucraineană (90,79%)
     Rusă (8,33%)
     Alte limbi (0,88%)
Conform recensământului din 2001, majoritatea populației localității Maiacika era vorbitoare de ucraineană (90,79%), existând în minoritate și vorbitori de rusă (8,33%).